# Tatort: Tod macht erfinderisch
Tod macht erfinderisch ist eine Folge der ARD-Krimireihe Tatort aus dem Jahr 1985 und wurde vom Sender Freies Berlin produziert. In seinem ersten Fall geht Kriminalhauptkommissar Bülow dem Rachevorhaben eines vorzeitig entlassenen Häftlings nach.

## Handlung
Kriminalhauptkommissar Bülow kehrt nach dem Tod seiner Frau nach acht Jahren in Hamburg zu seiner alten Dienststelle nach West-Berlin zurück. Sein ehemaliger Vorgesetzter Kriminaloberrat Stegmüller hat ihn kommen lassen, da Gerhard Maschke, den Bülow einst wegen einer tödlich verlaufenen Geiselnahme im Zusammenhang mit einem Raub festgenommen hatte, nunmehr wegen einer tödlichen Krebserkrankung auf freien Fuß gesetzt wurde. Der Fall Maschke war seinerzeit Bülows letzter Fall vor seiner Versetzung nach Hamburg. Maschke hatte viel Pech im Leben und war als Nachtwächter in der Firma seines steinreichen Bruders Klaus beschäftigt. Laut Akte nahm er seinerzeit seinen Bruder und dessen Frau als Geisel, präparierte eine Bombenattrappe auf der Yacht seines Bruders und zwang diesen, ihm den gesamten Inhalt seines Tresores auszuhändigen. Währenddessen war Maschkes Schwägerin, die gefesselt und geknebelt auf der Yacht zurückblieb, beim Versuch, sich vom Knebel zu befreien, erstickt. Auf dem Weg zum Flughafen hatte Gerhard Maschke einen Autounfall, so dass er verhaftet werden konnte.
Vor ein paar Tagen ging ein anonymes Schreiben bei der Polizei ein, dass Maschke etwas vorhabe. Bülow nimmt das Schreiben im Gegensatz zu seinem Kollegen Leuschner, mit dem er damals zusammen am Fall arbeitete, ernst und glaubt, Maschke wolle sich an ihm und Leuschner rächen. Bülow beschattet Gerhard Maschke und sucht anschließend Klaus Maschke in dessen Dahlemer Villa auf, trifft dort aber nur Klaus‘ neue Frau Bettina an, die ihm erzählt, dass sie ihren Mann vor ca. fünf oder sechs Jahren kennengelernt hatte. Bettina zeigt Bülow einen Brief, den Gerhard Maschke nach seiner Entlassung ihrem Mann geschickt hat. Bülow sucht Klaus Maschke daraufhin auf dessen Yacht auf. Klaus Maschke interessiert sich nicht mehr für seinen Bruder und die ganze Angelegenheit, Gerhard Maschke sei seit der Tat damals nicht mehr sein Bruder. Während Bülow aus der Formulierung von Maschkes Brief an seinem Bruder herausliest, dass dieser etwas vorhat, tut Leuschner Bülows Vermutungen als Spekulation ab. Bülow gibt zu bedenken, dass Gerhard Maschke seinerzeit stets seine Unschuld beteuert und behauptet habe, sein Bruder habe ihn zu sich bestellt, ihm das Geld übergeben und ihn gebeten, dieses für ihn in die Schweiz zu bringen. Leuschner erinnert an die Indizien, die sie damals ermittelt hatten, und dass auch Bülow diese als hieb- und stichfest erachtete.
In Bülows Auftrag beobachtet sein junger Kollege Öllerink, wie Maschke sich eine Waffe besorgt und am nächsten Tag den steinreichen Juwelier Uwe Neudörfer und dessen Frau auf dem Balkon ihres Hauses bespitzelt. Gerhard Maschke bemerkt dabei, dass er seinerseits von Öllerink überwacht wird. Dies lässt Bülow von seiner Theorie Abstand nehmen, Maschke wolle sich an den Beamten rächen, vielmehr scheint er einen neuen Coup zu planen. Bülow durchsucht heimlich die Gartenlaube, in der Maschke wohnt. Dort findet er neben einem Stadtplan, auf dem ein Bootsanleger am Wannsee markiert ist, auch Teile zum Bau einer Bombenattrappe. Es sieht demnach so aus, als wolle er die Tat von damals wiederholen. Öllerink hat zudem herausgefunden, dass Maschke einen Flug nach Caracas in drei Tagen gebucht hat. Bülow und seinem Team bleibt nicht mehr viel Zeit, den Überfall zu verhindern.
Bülow sucht Neudörfer in einem seiner Geschäfte auf, um diesen vor dem bevorstehenden Überfall zu warnen. Neudörfer reagiert bestürzt und berichtet Bülow und Leuschner, dass ein Kunde sich mit ihm zu Hause treffen wolle, um ihm Schmuck anzubieten. Das Treffen soll am Abend des übernächsten Tages stattfinden, also an dem Abend, an dem Bülow und sein Team Maschkes geplante Tatzeit für den Überfall vermuten. Bülow kann Neudörfer dazu bewegen, den Lockvogel für Maschke zu spielen. Anschließend sucht er Maschke auf und ermahnt diesen, keine Dummheiten zu begehen.
Zwei Tage später bezieht eine ganze Reihe verdeckter Ermittler getarnt Stellung vor dem Haus der Neudörfers. Bülow und Leuschner warten mit Kollegen im Haus, um Maschke dort auf frischer Tat zu stellen. Maschke verlässt beobachtet von Beamten seine Gartenlaube und nimmt den Bus Richtung Innenstadt, wo er eine Gaststätte aufsucht. Während Bülow Richtung Innenstadt eilt, ruft Maschke aus der Kneipe heraus den bei den Neudörfers noch immer wartenden Leuschner an und sagt, dass er sie hereingelegt habe, weil diese ihn, Maschke, damals hereingelegt hätten. Neben Maschke steht Leuschners neue Freundin Anita Herboldt, die sich ihm nunmehr triumphierend als Maschkes Tochter Corinna vorstellt, Maschke hatte sie auf Leuschner angesetzt. Als kurz darauf Polizeibeamte die Gaststätte betreten, sind Vater und Tochter Maschke bereits verschwunden. Leuschner erkennt, dass es Maschke selbst war, der den anonymen Brief an die Polizei geschrieben hat, um sie auf seine Fährte zu locken. Maschke sucht unterdessen seinen Bruder Klaus und dessen Frau Bettina in deren Yacht auf, um sich auf diese Weise das Geld seines Bruders zu holen, wie es Klaus damals der Polizei erzählt und seinen Bruder so für acht Jahre ins Gefängnis gebracht hatte. Gerhard weist darauf hin, dass die Bombe diesmal echt sei und sagt ihm auf den Kopf zu, dass dieser selbst damals seine Frau umgebracht und dies ihm in die Schuhe geschoben habe.
Als Klaus gerade im Haus seinen Tresor ausräumt, um Gerhard das Geld auszuhändigen, entscheidet sich dieser plötzlich um und dirigiert Klaus zurück zum Bootsanleger. Gerhard bringt dort seinen Bruder, der seine Frau in Lebensgefahr wähnt, dazu, vor ihm und der dort wartenden Corinna die Tat zu gestehen. Unbemerkt von Klaus haben auch der von Maschke hinzu bestellte Bülow und Bettina, die mittlerweile längst befreit wurde, Klaus’ Geständnis mitgehört, Bülow lässt Klaus Maschke wegen Mordes an seiner ersten Frau festnehmen. Die Bombe war wie damals eine Attrappe. Als Bülow sich bei Gerhard Maschke entschuldigen will, schlägt dieser die Entschuldigung aus.

## Entstehung und Veröffentlichung
Die Folge wurde im Zeitraum zwischen dem 19. Juni und dem 27. Juli 1985 in West-Berlin gedreht. Das Szenenbild erstellte Frank Hein. Bei der Erstausstrahlung am 10. November 1985 in der ARD konnte diese Folge 23,58 Mio. Zuschauer erreichen, was einem Marktanteil von 60 % entsprach. Die Kritiker der Fernsehzeitschrift TV Spielfilm beurteilen diesen Tatort mittelmäßig.